# Silviu Petrescu
Petrescu Silviu (1968. október 6. –) kanadai nemzetközi labdarúgó-játékvezető. Hobbija: a labdarúgás és a jégkorong. Polgári foglalkozása: minőségi menedzser.

## Pályafutása

### Labdarúgóként
Amikor a hadsereg besorozta, akkor három éven keresztül játszott a román első liga bajnokságában.

### Labdarúgó-játékvezetőként

#### Nemzeti játékvezetés
A játékvezetői vizsgát 1987-ben tette le, pályafutása során hazája legfelső szintű labdarúgó-bajnokságának játékvezetője lett.

#### Nemzetközi játékvezetés
A Kanadai labdarúgó-szövetség Játékvezető Bizottsága 2002-ben terjesztette fel nemzetközi játékvezetőnek, a Nemzetközi Labdarúgó-szövetség (FIFA) bíróinak keretébe. Több nemzetek közötti válogatott- és klubmérkőzést vezetett.

##### Világbajnokság
2002-ben Panamaváros helyszínnel a FIFA felkérte az U20-as világbajnokság kvalifikációjának döntő mérkőzésének, a Panama–Mexikó találkozó szolgálatára.
2007-ben Kanadában az U20-as világbajnokság egyik aktív játékvezetője.
Dél-Afrikai rendezésű, a XIX., a 2010-es labdarúgó-világbajnokság előselejtezőinek közép-amerikai csoportjában 2008-ban irányította, a Mexikó–Belize (7:0), a 
Guatemala–Trinidad és Tobago (0:0) és az El Salvador–Costa Rica (1:3) találkozókat.
Vezetett mérkőzéseinek száma: 3

## Családi kapcsolat
Apja szintén FIFA játékvezető volt.